# Hugo de Cluny
Hugo de Cluny (13 de mayo de 1024-28 de abril de 1109) fue el sexto abad de Cluny. Es referido a veces como Hugo el Grande o Hugo de Semur (Hugues de Semur) y fue canonizado por la Iglesia católica en 1121, por Calixto II. Fue uno de los líderes más influyentes de las órdenes monásticas de la Edad Media.
Perteneciente a una gran familia aristocrática de castellanos, relacionada con los merovingios, los carolingios y los capetos. Su padre era Dalmacio I de Semur, el Grande, señor de Semur-en-Brionnais (asesinado en 1048).
En el monasterio desde los quince años, es nombrado prior a los veinte y luego abad de Nantua. En 1049, llega a ser abad de Cluny, hasta su muerte a los 85 años. Había sido formado por su antecesor, Odilon de Cluny.
El abad Hugo construyó la tercera abadía en Cluny, la más grande estructura en Europa por muchos siglos. Hugo fue la fuerza conductora de la reforma cluniacense durante el último cuarto del siglo XI, donde tuvo prioridad en el sur de Francia y el norte de España; es con Hugo que inicia la orden de Cluny en España. Las relaciones de Hugo con Fernando I y Alfonso VI de Leon y Castilla, como también su influencia sobre el papa Urbano II, quien tuvo prioridad con Cluny bajo Hugo, hizo de él una de las más poderosas e influyentes figuras de finales del siglo XI.  No debe subestimarse que su sobrina, Constanza de Borgoña, desposó a Alfonso VI en 1079.  Como padrino de Enrique IV de Alemania, tuvo también un papel destacado en el conflicto entre este y el papa Gregorio VII durante la Querella de las Investiduras.
Su día de fiesta en la Iglesia católica es el 29 de abril.